# Przemysław Wojciechowski (dziennikarz)
Przemysław Wojciechowski (ur. 1972, zm. 28 stycznia 2025)– dziennikarz.
Z wykształcenia politolog i dziennikarz. Od 1999 roku związany z telewizją TVN, a następnie z TVP. Swoją pracę rozpoczął jako reporter w głównym programie informacyjnym TVN Fakty. Po kilku latach pracy w programie informacyjnym zajął się reportażem.
W maju 2010 roku został Zastępcą Dyrektora Agencji Produkcji Telewizyjnej TVP S.A. We wrześniu 2010 roku objął stanowisko Szefa Redakcji Programów Publicystycznych i Społecznych TVP1. Funkcję  tę pełnił do 2012 roku. Od listopada 2016 był wiceszefem w tej samej redakcji. 
Jego zainteresowaniami były głównie dziennikarstwo śledcze, oraz styk wielkiego biznesu, przestępczości oraz służb specjalnych.

## Osiągnięcia
W 2004 roku wraz z Witoldem Gadowskim otrzymał nagrodę Grand Press – jedną z najważniejszych nagród w środowisku dziennikarzy, w kategorii dziennikarstwa śledczego za cykl reportaży o polskiej mafii gospodarczej. W 2006 roku, w tej samej kategorii, wraz z Witoldem Gadowskim otrzymał nagrodę Stowarzyszenia Dziennikarzy Polskich, zwaną także polskim Pulitzerem. W 2006 roku otrzymał nominacje do kilku ważnych nagród dziennikarskich, w tym wraz z Witoldem Gadowskim do Nagrody imienia Andrzeja Woyciechowskiego, wraz z Witoldem Gadowskim nagrodę za najlepszy reportaż o tematyce ekonomicznej na poznańskim festiwalu reportażu "Bazar", a w 2007 ponownie nominację do nagrody Grand Press. W 2008 otrzymał honorowe wyróżnienie na Międzynarodowym Festiwalu Reportażu w  Bydgoszczy w kategorii dziennikarstwa śledczego. W tym samym roku otrzymał wraz z Witoldem Gadowskim po raz drugi nagrodę Stowarzyszenia Dziennikarzy Polskich za reportaż o rosyjskiej mafii i próbach przejęcia przez nią handlu surowcami energetycznymi w Polsce oraz jej powiązaniach z polskimi politykami. W 2009 roku wraz z Witoldem Gadowskim otrzymał pierwszą nagrodę w kategorii dziennikarstwa śledczego na łódzkiej konferencji naukowo-medialnej i dziennikarstwa śledczego, oraz na tej samej konferencji specjalne wyróżnienie za reportaż o kulisach porwania i śmierci księdza Jerzego Popiełuszki. W listopadzie 2009 roku otrzymał nagrodę za najlepszy materiał śledczy w konkursie międzynarodowym na Festiwalu Reportażu Telewizyjnego "Camera Obscura" w Bydgoszczy za reportaż "Kto prowadzi grę wokół Aleksandra Gudzowatego?". Również w tym samym roku otrzymał nominację do nagrody Grand Press w kategorii reportaż telewizyjny.
W 2008r. wraz z Beatą Biel przeprowadził wywiad z ukrywającym się na Bliskim Wschodzie szefem organizacji Czarny Wrzesień Abu Daoudem - pomysłodawcą i organizatorem zamachu na ekipę izraelskich sportowców w Monachium w 1972 roku. W 2009 roku, realizując wraz z Witoldem Gadowskim cykl materiałów  o współczesnym terroryzmie współprowadził wywiady między innymi ze słynnym terrorystą Iliczem Ramirezem Sanchezem, zwanym Carlosem, bądź Szakalem oraz z członkami zachodnioniemieckiej grupy terrorystycznej Rote Armee Fraktion (RAF) - Astrid Proll, Peterem-Jurgenem Boockiem oraz córką Ulrike Meinhof Betiną Roehl. W styczniu 2010 roku wraz z Witoldem Gadowskim zrealizował wywiad z Abu Bakrem - drugą po Abu Nidalu osobą w Abu Nidal Organization.Efektem tego wywiadu był reportaż odsłaniający polskie wątki terrorystycznej działalności Abu Nidala - w tym handel polską bronią na masową skalę. 
W marcu 2010 roku otrzymał nagrodę w Ogólnopolskim Konkursie Reportażystów Melchiory 2010 w kategorii "Inspiracja roku".
W kwietniu 2010 roku ukazała się książka napisana wspólnie z Witoldem Gadowskim "Tragarze śmierci - polskie związki ze światowym terroryzmem".
Latem 2016 nakładem wydawnictwa Editions - Spotkania ukazał książka "Spowiedź życia", wywiad-rzeka z pułkownikiem Piotrem Wrońskim, oficerem SB, UOP i AW, w której Przemysław Wojciechowski odsłonił szereg tajemnic operacyjnych PRL-owskich służb specjalnych w walce z solidarnościową opozycją.

## Reportaże
- Tragedia w Smoleńsku
- Tragarze śmierci: Żyjąc z potworem  (współautor; Witold Gadowski)
- Tragarze śmierci: Abu Nidal - pan wojny (współautor: Witold Gadowski)
- RAF - dzika banda (współautor: Witold Gadowski)
- Carlos - nieznośna lekkość zabijania (współautor: Witold Gadowski, Beata Biel)
- Kto prowadzi grę wokół Aleksandra Gudzowatego
- Książę terrorystów - Abu Daud (współautor: Beata Biel)
- Ciało Popiełuszki wyławiano dwa razy (współautor: Piotr Litka)
- Popiełuszko być może żył po aresztowaniu swoich oprawców (współautor: Piotr Litka)
- Śmierć Popiełuszki: Nowe fakty (współautor: Piotr Litka)
- Neonaziści wychodzą z cienia (współautor: Beata Biel)
- Rosyjska mafia, polski rząd i gaz (współautor: Witold Gadowski)
- Yon i Panna
- Kariera Stonogi
- Zabrane dzieci
- Gra o PZU  (współautor: Witold Gadowski, Jarosław Jabrzyk)
- Sama przeciw mafii (współautor: Witold Gadowski)
- Morze paliwa (współautor: Witold Gadowski)
- Diler numer jeden (współautor: Witold Gadowski)
- Jak okraść polską firmę (a nawet dwie) (współautor: Witold Gadowski)
- Co powie paliwowy boss? (współautor: Witold Gadowski)
- Wiedeński układ (współautor: Witold Gadowski)
- Afera paliwowa: przełom (współautor: Witold Gadowski)
- Kulisy afery paliwowej (współautor: Witold Gadowski)
- Wystawiony na strzał
- Paliwowa ośmiornica (współautor: Witold Gadowski)
- Kariera Tomasza S.
- Mafia paliwowa (współautor: Witold Gadowski)